# Escasez de nacimientos
La escasez de nacimientos es un neologismo que refiere a la caída de las tasas de fertilidad. A finales de la década de los 1980s, el término se utilizaba en el contexto de la sociedad estadounidense y europea . Desde entonces, el uso del término se ha ampliado para incluir a muchas otras naciones industrializadas . A menudo se cita como respuesta a la superpoblación, pero no es incompatible con ella. El término fue acuñado por Ben Wattenberg en su libro de 1987 del mismo nombre. Los países y regiones geográficas que actualmente están viviendo una población caída incluyen Rusia, Europa, Japón, China, entre otros.

## Rusia
Rusia se menciona a menudo en artículos sobre la escasez de natalidad debido a su población en rápido descenso y a la propuesta de Vladímir Putin de ofrecer a las mujeres beneficios adicionales por tener más hijos. Es predicho qué si continúan las tendencias actuales, la población de Rusia será de 111 millones en 2050, en comparación con 147 millones en 2000, según el informe Prospectas de la Población Mundial de las Naciones Unidas (Revisión de 2004, variante media).

## Europa
Europa es una de las regiones geográficas del mundo más grandes cuya población se espera que disminuya en los próximos años. Se prevé que la población de Europa disminuirá casi 70 millones de personas para 2050, ya que la tasa total de fertilidad se ha mantenido continuamente por debajo de la tasa de reemplazo. (Más información: Fertilidad subreemplazo y Disminución demográfica )